# Sovietski ekran
Sovietski ekran (en russe : Советский экран ; littéralement « Écran soviétique ») est une revue soviétique puis russe, parue de 1925 à 1998, consacrée essentiellement au cinéma. On y trouvait les critiques des actualités de l'écran, les articles traitant de la théorie et de l'histoire du cinéma, les biographies d'acteurs et réalisateurs soviétiques et étrangers. Très populaire, son tirage atteignit 1,9 million exemplaires, avec une parution bihebdomadaire, pendant la dernière décennie de l'existence du régime communiste en URSS. 

## Histoire
La revue prénommée Ekran kinogazety (Экран Киногазеты, journal de cinéma Écran) est fondée en 1925 et constitue initialement un moyen de communication du Ministère de la Culture de l'URSS, puis, à partir de 1959, du ministère de la Culture et de l'Union cinématographique de l'URSS. À partir de 1966, sa rédaction se retrouve sous la responsabilité de Goskino qui dirige également la production des films et leur censure au niveau national. La première année, son rédacteur en chef fut Alexandre Kours (ru) exécuté en 1937 lors des Grandes Purges.
En 1929-1930, la revue s'intitule Kino i jizn (Кино и жизнь), ce qui signifie le cinéma et la vie, avant de devenir Sovietski ekran (L'Écran soviétique). 
650 de ses couvertures sont réalisées par l'artiste et photographe Mikola Gnissiouk (1944-2007) qui a consacré à la revue 25 ans de sa vie.
En 1991, après la Dislocation de l'URSS, Sovietski ekran devient simplement Écran sous la direction du critique littéraire et militant de la perestroïka Viktor Demine (1937-1993). Après le décès de Demine le poste du rédacteur en chef est assuré par Boris Pinski. Dans le contexte économique difficile, la revue connaît des problèmes financiers croissants et sa fréquence de parution est réduite à une fois par mois. Finalement la crise financière russe de 1998 conduit à sa disparition la même année.

## Rédacteurs en chef
- Alexandre Kours (Александр Львович Курс) : 1925-1926
- Nikolaï Yakovlev (Н. М. Яковлев)
- Nikolaï Chpikovski (Николай Григорьевич Шпиковский)
- Nikolaï Kasteline (Николай Андреевич Кастелин) : 1956-1958
- Dmitri Pissarevski (Дмитрий Сергеевич Писаревский)
- Anatoli Goloubev (Анатолий Дмитриевич Голубев) : 1975-1978
- Dal Orlov (Даль Константинович Орлов) : 1978-1986
- Youri Rybakov (Юрий Сергеевич Рыбаков) : 1986-1989
- Viktor Demine (Виктор Петрович Дёмин) : 1991-1993
- Boris Pinski (Борис Владимирович Пинский) : 1993-1998